# Francisco Dagohoy
Francisco Dagohoy (1724-1800, nacido Francisco Sendrijas) fue un nativo de la isla Bohol (Filipinas) reconocido por liderar la revuelta más larga en la historia de Filipinas, la Rebelión de Dagohoy. Esta rebelión contra el gobierno colonial español tuvo lugar en la isla de Bohol entre 1744 y 1828, aproximadamente 85 años.
Su revuelta duró 85 años pero murió en 1800 dejándolo a los 76 años.
Francisco Dagohoy comenzó la revuelta a los 20 años.

## Primeros años
Poco se sabe de la vida de Francisco Dagohoy antes de la rebelión, o incluso de sus primeros años de vida. La única información conocida es que su verdadero nombre era Francisco Sendrijas y que nació en 1724, y que era nativo de Brgy Cambitoon, Inabanga, Bohol. También era cabeza de barangay, o uno de los capitanes barangay de la ciudad.
Su nombre deriva de un amuleto (dagon en Cebuano) que usaba, que la gente creía que le daba el encanto de una brisa (hoyohoy o huyuhoy) y el poder de saltar de una colina a otra o cruzar ríos. Se creía que tenía una visión clara dentro de las cuevas oscuras y que era invisible cuando y donde quisiera. El nombre Dagohoy es una concatenación de la frase bisayana dagon sa huyuhoy o «talismán de la brisa» en inglés.

## Rebelión de Dagohoy (1744-1828)
La rebelión de Dagohoy fue una de las dos revueltas significativas que ocurrieron en Bohol durante la era española. La otra fue el Levantamiento de Tamblot en 1621 dirigido por Tamblot, un babaylán (sacerdote tribal) de Bohol contrario a la imposición católica.
A diferencia de la revuelta de Tamblot, la rebelión de Dagohoy no fue un conflicto religioso. Más bien, fue como la mayoría de las primeras revueltas que fueron provocadas por el trabajo forzado, bandala, recaudación de impuestos excesiva y pago de tributos. Además de estas injusticias de los sacerdotes jesuitas, lo que más provocó a Dagohoy fue la negativa del sacerdote jesuita a dar un entierro cristiano a su hermano que murió en un duelo. Esto hizo que Dagohoy llamara a sus compañeros Boholanos para levantar las armas contra el gobierno colonial. La rebelión sobrevivió a varios gobernadores generales españoles y varias misiones.
En 1744, Gaspar Morales, el cura jesuita de Inabanga, ordenó al hermano de Francisco, Sagarino, que era un agente, capturar a un fugitivo apóstata. Sagarino persiguió al fugitivo, pero este se resistió y lo mató. Morales se negó a darle un entierro cristiano a Sagarino porque había muerto en un duelo, una práctica prohibida por la Iglesia.
Enfurecido, Francisco instigó a la gente a levantarse en armas. La señal del levantamiento fue el asesinato de Giuseppe Lamberti, cura jesuita italiano de Jagna, el 24 de enero de 1744. La rebelión se extendió por toda la isla como un tifón; Morales fue asesinado por Dagohoy después. El obispo de Cebú, Miguel Lino de Espeleta, quien ejerció la autoridad eclesiástica sobre Bohol, intentó en vano aplacar a los rebeldes Boholanos.
Dagohoy derrotó a las fuerzas españolas enviadas contra él. Estableció la Primera República de Bohol, un gobierno independiente en las montañas de Bohol el 20 de diciembre de 1745, y tenía 3.000 seguidores, que posteriormente aumentaron a 20.000. Sus seguidores permanecieron inéditos en la fortaleza de sus montañas e, incluso después de la muerte de Dagohoy, continuaron desafiando el poder español.
Una razón de su éxito es su dependencia de las prácticas de agricultura colectiva. Después de la muerte de los propietarios españoles, The Farmers quería comenzar a cultivar nuevamente. Muchos agricultores querían instituir la reforma agraria, pero el gabinete revolucionario decidió que deberían trabajar en las granjas comunales o comunales de Umahang. Los agricultores serían los dueños de las granjas en las que trabajarían y tendrían voz en sus asuntos. Más de 15 docenas de granjas fueron colectivizadas en Bohol. Esto ayudó a la revolución a tener la menor cantidad de escasez de alimentos sin importar el clima turbulento y convirtió al Bohol de hoy en una superpotencia agrícola.
Una cueva en Danao era la sede de Dagohoy. Muchos pasajes dentro de la cueva de Dagohoy condujeron bajo el agua a tierra firme, y se dice que cada vez que los españoles registraban la cueva, Dagohoy podía nadar bajo el agua a través de este pasaje para esconderse en el espacio para respirar.
Veinte gobernadores generales españoles, desde Gasper de la Torre (1739-1745) hasta Juan Antonio Martínez (1822-1825), intentaron sofocar la rebelión y fracasaron. En 1825, Mariano Ricafort Palacin (1825–30) se convirtió en gobernador general de Filipinas. Por orden suya, el alcalde mayor José Lázaro Cairo, al frente de 2.200 tropas filipino-españolas y varias baterías, invadió Bohol el 7 de mayo de 1827. Los boholanos resistieron ferozmente. Cairo ganó varios enfrentamientos pero no logró aplastar la rebelión.

## Muerte
Francisco Dagohoy murió en 1800 en Talibon, Bohol. No murió en lucha contra los españoles, sino más bien pacíficamente por la vejez y la enfermedad.

## Legado

Dagohoy aparece en la bandera provincial de Bohol como uno de los dos bolos o espadas nativas con mango y protectores de manos en la parte superior. Estos dos bolos, que se reclinan respectivamente hacia la izquierda y la derecha, representan las revueltas Dagohoy y Tamblot.

Dagohoy es reconocido en la historia de Filipinas como el iniciador de la insurrección más larga registrada. Su revuelta duró 85 años (1744-1828).
La ciudad de Dagohoy, Bohol se nombra en su honor. Fue el expresidente Carlos P. García (entonces vicepresidente), un boholano, quien propuso el nombre.
Un marcador histórico en la tumba de Dagohoy en las montañas de Danao, Bohol ha sido colocado en su honor. El marcador Dagohoy en Magtangtang, Danao, a 92 km (57 millas) de Tagbilaran fue colocado por la Comisión Histórica de Filipinas para honrar los actos heroicos de Dagohoy. Magtangtang fue el cuartel general o escondite de Dagohoy durante la revuelta. Cientos de seguidores de Dagohoy preferían la muerte dentro de la cueva que la rendición. Sus esqueletos aún permanecen en el sitio.
La escuela Dagohoy Memorial National High School de Dagohoy en Dagohoy, Bohol se nombra en su honor.